# Borneochroma shutae
Borneochroma shutae là một loài bọ cánh cứng trong họ Cerambycidae.